# テルル
テルル（英: tellurium [tɨˈljʊəriəm, tɛ-]、独: Tellur [tɛˈluːɐ̯]）は、原子番号52の元素。元素記号は Te。第16族元素の一つ。

## 名称
語源はラテン語のTellusで、これは地球を意味するとともに、ローマ神話の大地の女神テルースの名でもある。また、周期表上でテルルの一つ上に位置するセレンはギリシャ神話の月の女神の名セレーネーからきている。

## 性質
金属テルルと無定形テルルがあり、金属テルルは銀白色の結晶（半金属）で、六方晶構造である。テルル化合物はにんにく臭を帯びるものがあるが、単体は無臭である。

金属テルルの比重は6.232、融点は449.51 ℃、沸点は988 ℃（融点、沸点とも異なる実験値あり）。酸化力のある酸には溶ける。ハロゲン元素とは激しく反応する。酸化数は-2, +2, +4, +6価をとる。また、化学的性質はセレンや硫黄に似ている。燃やすと二酸化テルルになる。天然に元素鉱物として単体（自然テルル）やテルル金銀鉱物、テルル銅鉱物、テルル鉛鉱物など多数で存在する。

### 毒性
環境中に存在する量は少ない（下記参照）が、テルル単体及びその化合物には毒性があることが知られている。単体に触れることは稀であるが、多くの化合物を生成して環境中に露出、体内に入りやすくなる。例えば二酸化テルルは難水溶性であるものの強酸や強アルカリには不安定である。テルルは体内では代謝されてジメチルテルリドを生成し、呼気がニンニクに似た悪臭（テルル呼気）を帯びることが知られている。さらに口渇、傾眠、食欲不振、悪心、発汗停止、頭痛、呼吸困難、指・顔・歯肉・顔に青黒い斑点が現れたり発疹を生じる皮膚炎、口に金属味を感じるなどの症状が知られている。これらは主に鉱山労働者に多く見られた症状で暴露から遠ざけると改善している。反復暴露やラットなどを用いた長期間暴露試験では、臓器の異常や催奇性が報告されている。日本では特定標的臓器毒性（反復暴露）の区分2（中枢神経系、呼吸器）に分類している。

## 歴史
1782年にF.J.ミュラーが単体分離、1798年にクラプロートによって命名された。

## 産出
地殻中の元素の存在度は決して多くなく貴金属にならぶ上、精錬量も少ない。天然には火山や温泉近くの鉱脈などに自然テルルや化合物鉱物としてわずかに含まれる。テルル単独の採掘（産出）は行われず、銅の精錬の副産物である電解スライムから分離精製する。しかし、銅精錬方法が湿式精錬（電解スライムを生じない手法）への変更に伴い生産量の伸びは鈍化している。

### 埋蔵量・生産・消費
鉱業便覧によると、テルルの埋蔵量（資源量）は3万8000トンである。上位からアメリカ合衆国（6000トン）、ペルー（1600トン）、カナダ（1500トン）。いずれもズリなどを含まないテルルの純分量である。2000年時点の年間生産量は322トン。上位からカナダ（80トン）、ベルギー（60トン）、アメリカ合衆国（50トン）、ペルー（39トン）、日本（36トン）であり、上位5カ国で生産量の82.3%をまかなう。2010年の日本国内生産量は 46トン、輸入は 16.3トン、輸出 39トンと報告されている。

## 化合物

### 酸化物とオキソ酸
- 一酸化テルル (TeO)
- 二酸化テルル (TeO2)
- 三酸化テルル (TeO3)
- 亜テルル酸 (H2TeO3)
- テルル酸 (H6TeO6)

### ハロゲン化物
- 六フッ化テルル (TeF6)
- 四塩化テルル (TeCl4)
- 四臭化テルル (TeBr4)
- 四ヨウ化テルル (TeI4)

### その他
- テルル化水素 (H2Te)
- テルル化カドミウム (CdTe)
- 硫化テルル (TeS2)
- テルリド (R2Te)
- 三テルル化二ビスマス (Bi2Te3)
- 三テルル化二アンチモン (Sb2Te3)
- テルル化金 (AuTe)
- テルル化二銀 (Ag2Te)

## 同位体
テルルにはいくつかの安定同位体があるが、2.2×1024年の半減期を持つ128Te（これは現在知られている放射性同位体の半減期の中で最も長い）や、7.9×1020年とこちらもまた非常に長い半減期を持つ130Teもあり、これらのほうが安定同位体よりも存在量が大きい。このような一つ以上の安定同位体を持つ元素の中で天然放射性同位体が安定同位体より多く存在している元素は、テルルの他にインジウムとレニウムがある。

## 用途
- 鉄鋼に 0.01% - 0.1% 添加すると快削性や耐食性が向上する[6]。
- ゴムの添加剤、触媒[4]
- ガラスなどの着色剤として利用される。
- ビスマスとの合金は、熱電変換素子、ペルティエ素子として実用化されている。
- 用途が狭く、偏在性が高く、需要量・埋蔵量ともに少ないが、太陽電池や各種電子部品の材料になるなど先端工業に欠かせない存在であり、レアメタルの一種である。
- 鉛に0.05から0.065%添加すると鉛の耐食性や強度が上昇するため添加剤として用いられている。他に、スズ（Sn）などとともにテルル化した固溶体（テルル化鉛（PbTe）とテルル化スズ（SnTe）の固溶体）は赤外線検出材として利用できるが、地上では比重の差が大きく均一にならないため、宇宙などの無重力下での製造が期待されている[12]

## 埋蔵地域
- 日本国内のテルル鉱物は、北海道手稲鉱山や静岡県河津鉱山の手稲石やマックアルパイン石などが知られており、これらは自然テルルやテルル石を伴う。テルル酸塩鉱物・亜テルル酸塩鉱物は現在までに計37種類が知られているが、日本で発見されたものも多い。